# Daniel Miglioranza
Daniel Miglioranza (Carlos Keen, Luján, Buenos Aires; 19 de febrero de 1952) es un director y actor de cine, teatro y televisión argentino.
Estudió cuatro años en la Facultad de Derecho hasta su elección por la carrera de actor. En 1975 Alfredo Alcón lo convocó para actuar en la obra Panorama desde el puente, de Arthur Miller, dirigida por Carlos Gandolfo.

## Teatro
Obras de teatro en las que actuó:
- 2016. GOD, de Eduardo Lamoglia. Personaje: Smith. Codirección junto al autor
- 2013. Orestes, de Vittorio Alfieri. Versión y dirección: Oscar Barney Finn. Personaje: Egisto.
- 2013. Otelo. Una tragedia. Versión: Alberto Wainer, sobre el texto de William Shakespeare. Dirección: Jorge Azurmendi.
- 2013. Una mujer inquietante, de María Rosa Pfeiffer. Ciclo de Teatro x  la Justicia.
- 2013. Borges y Shakespeare. Dirección: Patricio Orozco
- 2012. La barca sin pescador, de Alejandro Casona. Dirección: Daniel Rodríguez Viera.
- 2012. Hombres de casaca negra, de Claudio Chaves y Rubén Stella. Dirección: Rubén Stella. Personaje: coronel Manuel Dorrego.
- 2012. El nombre del olvido. Versión de Daniel Miglioranza. Dirección: Graziella Sureda.
- 2011. Tierra del fuego, de Mario Diament. Dirección: Alberto Wainer.
- 2010. El conventillo de la Paloma, de Alberto Vaccarezza. Dirección: Santiago Doria.
- 2010. De casas y melancolías. Autoría y dirección: Oscar Barney Finn.
- 2010. Mayo, de Alberto Wainer. Dirección: Jorge Azurmendi.
- 2010. Mucho ruido y pocas nueces, de William Shakespeare. Adaptación y dirección: Oscar Barney Finn.
- 2009. Lastima bandoneón y mi corazón, de Eduardo Grilli. Dirección: Luis Retta. Ciclo «Teatro en construcción».
- 2009. El inmortal del sur. Dirección: Juan Félix Roldán.
- 2008. Habla el amor. Lectura de textos clásicos. Selección de textos y producción: Dirección General del Libro y Promoción de la Lectura. Gobierno de la Ciudad de Buenos Aires.
- El nuevo mundo, de Carlos Somigliana. Dirección: Néstor Romero.
- 2007. El fin y los medios. Autoría y dirección: Alberto Wainer.
- 2006. Confesiones del pene, de José Montero. Dirección: Luis Rossini.
- 2005. Justo en lo mejor de mi vida, de Alicia Muñoz. Dirección: Julio Baccaro.
- 2005. Maribel y la extraña familia, de Miguel Mihura. Adaptación: Roberto Dairiens y Hugo Ferraris. Dirección: Roberto Dairiens.
- 2005. Otelo, una tragedia. Versión: Alberto Wainer, sobre el texto de William Shakespeare. Dirección: Alberto Wainer.
- 2003. Espíritu travieso, de Noël Coward. Dirección: Roberto Dairiens.
- 2003. Yerma, de Federico García Lorca. Dirección: Rubén Pires.
- 2003. El libro de Ruth, de Mario Diament. Dirección: Santiago Doria
- 2002. El amor, es para tanto?. Dirección: Hugo Bab Quintela.
- 2002. El tiempo y los Conway, de John Boynton Priestley. Dirección: Roberto Dairiens.
- 2002. Babilonia, de Armando Discépolo. Dirección: Sergio Lombardo.
- 1976. Panorama desde el puente, de Arthur Miller. Dirección: Carlos Gandolfo.
- 1974. En un campo una vez. Autoría y dirección: Victoria Jozami.

## Cine
En el cine participó en las siguientes películas:
- 2022. El último hereje.
- 2019. Punto muerto.
- 2004. Cruz de sal. Personaje: Coronel Ramírez.
- 2003. 24 hs en la city. Video.
- 2000. Una historia de tango (cortometraje). Personaje: Miguel.
- 1996. Juego limpio. Dirección: Hebert Posse Amorim.
- 1995. Más allá del límite. Personaje: Inspector Galvani
- 1992. Siempre es difícil volver a casa. Dirección: Jorge Polaco.
- 1987. Los corruptores.
- 1986. Perros de la noche. Personaje: Hombre en tren
- 1981. Sucedió en el fantástico Circo Tihany. Personaje: Ricardo, «El increíble Mario».
- 1979. No apto para menores, de Carlos Rinaldi y Ángel R. Martini. Dirección: Carlos Rinaldi.
- 1979. Contragolpe. Personaje: Musú
- 1978. El tío Disparate.
- 1977. Brigada en acción. Dirección: Palito Ortega. Personaje: Sargento Juan Alvarado.
- 1976. El gordo de América. Dirección: Enrique Cahen Salaberry.
- 1975. Mi novia el.... Dirección: Enrique Cahen Salaberry.

## Televisión
- 2022. El encargado. Serie. Personaje: Ricardo Gawrdian.
- 2014. Señores papis. Telenovela. Personaje: Jorge Villaverde.
- 2011. El elegido. Telenovela. Personaje: Rinaudo.
- 2007. Mujeres de nadie. Telenovela. Personaje: Pedro Arizmendi.
- 2006. Un cortado, historias de café. Serie.
- 2006. Doble filo. Guion y dirección: José Ezio Massa. Personaje: Daniel.
- 2004. Floricienta. Telenovela. Personaje: Rosembau.
- 2003. Son amores. Telecomedia. Personaje: padre de Tomás.
- 2003. Durmiendo con mi jefe. Serie
- 2003. Ensayo. Episodio: Malevaje. Personaje: Daniel.
- 2001. Yago, pasión morena. Telenovela. Personaje: Lucio Sirenio.
- 2000. Primicias. Telenovela. Personaje: Policía.
- 1999. Trillizos, dijo la partera. Telecomedia. Personaje: Julio Azcona.
- 1999. Vulnerables.
- 1997. Milady, la historia continúa. Personaje: Marcos Bertier.
- 1997. Naranja y media. Telecomedia.
- 1991/95. La familia Benvenuto Telecomedia.
- 1990. Miedo satánico.
- 1986. Venganza de mujer. Telenovela. Personaje: Francisco Crámer.
- 1986. El infiel. Telenovela. Personaje: Hipólito.
- 1983. Amor gitano. Telenovela. Personaje: Humberto.
- 1981. El Rafa. Telenovela. Personaje: Tito Alcorta.
- 1980. Maria, Maria y Maria telecomedia con Las Trillizas de Oro
- 1979. Propiedad horizontal. Personaje: Isaac Alexander.
- Matrimonios y algo más. Serie de humor.

## Director
- Cine. Obligado, la leyenda de la Estrella Federal.
- 2010. Teatro. Operativo vagabundo, de Julie de Grandy. Dirección, diseño de luces, puesta en escena.